# Amarildo
Amarildo Tavares da Silveira (ur. 29 czerwca 1939 w Campos) – brazylijski piłkarz grający na pozycji napastnika. Mistrz świata z roku 1962.
Pierwszym klubem Amarildo w karierze był Goytacaz z rodzinnego Campos, w którym zadebiutował w 1957 roku. Następnie grał w takich klubach jak: CR Flamengo, Botafogo, włoskie A.C. Milan, AC Fiorentina i AS Roma oraz CR Vasco da Gama, w barwach którego zakończył karierę w 1974 roku. W swojej karierze zwyciężył w Campeonato Carioca (z Fluminense w 1959 i z Botafogo w 1961 i 1962) i w Campeonato Brasileiro Série A w 1974 z Vasco da Gama. Sukcesy osiągał także we Włoszech. W 1967 roku zdobył z Milanem Puchar Włoch, a w 1969 roku wywalczył z Fiorentiną mistrzostwo Włoch.
W reprezentacji Brazylii Amarildo zadebiutował 30 kwietnia 1961 roku w wygranym 2:0 meczu z Paragwajem. W kadrze narodowej od 1961 do 1966 roku rozegrał 24 spotkania i strzelił 9 goli. Wraz z reprezentacją „Canarinhos” wywalczył mistrzostwo świata w 1962.
Po zakończeniu kariery Amarildo został trenerem. Prowadził Sorso Calcio, Espérance Tunis i Amérikę.